# Jarzeń
Jarzeń (niem. Arnstein) – wieś w Polsce, położona w województwie warmińsko-mazurskim, w powiecie braniewskim, w gminie Lelkowo.
W latach 1975–1998 miejscowość należała administracyjnie do województwa elbląskiego.
W miejscowości był przystanek kolejowy Jarzeń.

## Nazwa
12 listopada 1946 r. nadano miejscowości polską nazwę Jarzeń.

## Historia
Miejscowość całkowicie rolnicza, zasiedlona głównie przez ludność pochodzenia ukraińskiego, przesiedloną z południowo-wschodniej polski w ramach akcji Wisła. Czasy świetności Jarzenia minęły wraz z końcem II wojny światowej – przed tą datą miejscowość stanowiła ogniwo łączące Królewiec z innymi miejscowościami. Jarzeń posiadał stację kolejową i rozbudowaną infrastrukturę. Ponieważ po zakończeniu wojny przesunięto granice, zdemontowano tory kolejowe, a mosty i wiadukty zostały zniszczone – miejscowość popadła w zapomnienie i izolację. Obecnie po dawnych nasypach kolejowych biegną proste, ale polne drogi.